# Seznam dílů seriálu Bulvár Strip
Toto je seznam dílů seriálu Bulvár Strip. Americký dramatický seriál Bulvár Strip byl premiérově vysílán v letech 1999–2000 na stanici UPN, celkem vzniklo 10 dílů.

## Přehled řad
| Řada | Díly | Premiéra v USA | Premiéra v USA   | Premiéra v ČR   | Premiéra v ČR  |
| Řada | Díly | První díl      | Poslední díl     | První díl       | Poslední díl   |
| ---- | ---- | -------------- | ---------------- | --------------- | -------------- |
| 1    | 10   | 12. října 1999 | 7. července 2000 | 15. května 2001 | 20. ledna 2002 |

## Seznam dílů
Česká premiéra 7.–9. dílu byla vysílána brzy ráno mezi druhou a čtvrtou hodinou, v seznamu je datum české premiéry uvedeno podle televizního dne, tj. hodiny 00.00–06.00 se počítají k předchozímu kalendářnímu dni.
| Č. v seriálu | Původní název                   | Český název     | Režie                 | Scénář                         | Premiéra v USA     | Premiéra v ČR   |
| ------------ | ------------------------------- | --------------- | --------------------- | ------------------------------ | ------------------ | --------------- |
| 1            | Games Without Frontiers         |                 | D. J. Caruso          | Alfred Gough a Miles Millar    | 12. října 1999     | 22. května 2001 |
| 2            | Send Me an Angel                | Sešli mi anděla | Alan J. Levi          | Russel Friend a Garrett Lerner | 19. října 1999     | 29. května 2001 |
| 3            | Murder by Numbers               |                 | Vern Gillum           | Mark Verheiden                 | 26. října 1999     | 5. června 2001  |
| 4            | Winner Takes It All             | Vítěz bere vše  | Whitney Ransick       | Charles Holland                | 2. listopadu 1999  | 12. června 2001 |
| 5            | Even Better Than the Real Thing |                 | Greg Beeman           | Mark Verheiden                 | 9. listopadu 1999  | 19. června 2001 |
| 6            | Use Your Illusion               |                 | Peter Markle          | Russel Friend a Garrett Lerner | 16. listopadu 1999 | 26. června 2001 |
| 7            | We Will Rock You                |                 | Julian Chojnacki      | Daniel Freudenberger           | 23. listopadu 1999 | 26. října 2001  |
| 8            | Money for Nothing               |                 | Paul Abascal          | Charles Holland                | 14. prosince 1999  | 19. ledna 2002  |
| 9            | I Wear My Sunglasses at Night   |                 | Julian Chojnacki      | David Weinstein                | 11. ledna 2000     | 20. ledna 2002  |
| 10           | Pilot                           |                 | Félix Enríquez Alcalá | Alfred Gough a Miles Millar    | 7. července 2000   | 15. května 2001 |